# گریت بوکهام
گریت بوکهام (به انگلیسی: Great Bookham) یک روستا و شهرک در بریتانیا است که در ساری واقع شده‌است. گریت بوکهام ۵٬۵۹۶ نفر جمعیت دارد.